# David Šain
David Šain (født 8. februar 1988 i Osijek) er en kroatisk roer.

## Rokarriere
Šains første store resultat kom, da han i 2006 var med til at vinde sølv ved junior-VM i dobbeltfirer. I 2009 var han med til at vinde guld ved U/23-VM i samme bådtype, en bedrift han gentog i 2010, mens de ved EM for seniorer samme år fik sølv og ved senior-VM fik guld. Ved VM i 2011 blev det til bronze for den kroatiske dobbeltfirer.
Ved OL 2012 i London stillede Kroatien med samme besætning i dobbeltfireren, der de seneste år havde haft så stor succes. Ud over Šain bestod besætningen af brødrene Martin og Valent Sinković samt Damir Martin, og de vandt deres indledende heat og deres semifinale. I finalen var det tyskerne, der tog en tidlig føring, og den holdt de til mål og fik guld, mens kroaterne fik sølv og Australien bronze. Senere samme år fik kroaterne revanche, da de vandt EM-guld, og i 2013 vandt de VM-guld. Šain fortsatte med at ro ved internationale stævner i yderligere ti år, men nåede aldrig igen at få medaljer.

## OL-medaljer
- 2012:  Sølv i dobbeltfirer